# Фотосинтетичний пігмент
Фотосинтетичний пігмент (допоміжний пігмент ; пігмент хлоропластів ; антенний пігмент) — це пігмент, який присутній у хлоропластах або фотосинтетичних бактеріях і захоплює світлову енергію, необхідну для фотосинтезу .
Пігменти рослини (в порядку підвищення полярності):
- Каротин: апельсиновий пігмент
- Ксантофіл: жовтий пігмент
- Феофітин a : сіро-коричневий пігмент
- Феофітин b  : жовто-коричневий пігмент
- Хлорофіл a  : синьо-зелений пігмент
- Хлорофіл b : жовто-зелений пігмент

Хлорофіл a — найпоширеніший пігмент, присутній у кожної рослини, яка здатна фотосинтезувати. Причиною того, що існує так багато різних пігментів, в тому, що кожен конкретний пігмент поглинає світло ефективніше в іншій частині електромагнітного спектру . Chlorophyll a добре поглинає хвилі з довжиною близько 400—450 і 650—700   нм; хлорофіл b — 450—500 і 600—650 нм. Ксантофіл — 400—530   нм. Однак жоден з цих пігментів добре не поглинає зелено-жовту частину спектру, через що ми і бачимо стільки зеленого кольору в природі.

## Бактерії
Як і рослини, ціанобактерії використовують воду як джерело електронів для фотосинтезу в той же ж час виділяючи кисень ; вони також використовують хлорофіл як пігмент. Крім того, більшість ціанобактерій використовують фікобіліпротеїни, водорозчинні пігменти, які містяться в цитоплазмі хлоропласта, щоб захоплювати світлову енергію та передавати її хлорофілам. (Деякі ціанобактерії та прохлорофіти використовують хлорофіл b замість фікобіліну.) Вважається, що хлоропласти в рослинах та водоростях еволюціонували з ціанобактерій.
Кілька інших груп бактерій використовують бактеріохлорофільні пігменти (подібні до хлорофілів) для фотосинтезу. На відміну від ціанобактерій, ці бактерії не виробляють кисню; вони зазвичай використовують сірководень, а не воду як джерело електронів.
Останнім часом у деяких морських γ- протеобактерій: протеорходопсину виявлено зовсім інший пігмент. Він схожий і, ймовірно, походить від бактеріородопсину (див. нижче: розділ # Архея). Бактеріальний хлорофіл b виділений з Rhodopseudomonas spp. але його структура ще нам не відома.

## Архея
Галобактерії використовують пігмент бактеріородопсин, який безпосередньо впливає на протонний насос при впливі світла.